# The Pirates of Dark Water
Os Piratas de Águas Sombrias foi um desenho animado norte-americano produzido pelos estúdios Hanna-Barbera entre 1991 e 1993, constituído originalmente de 21 episódios. No Brasil a série animada foi exibida pelo canal pago Cartoon Network e pela TV Globo na Tv aberta. Fez parte das atrações do programa TV Colosso nos anos 1990. Posteriormente passou a ser exibido pelo SBT, inicialmente como parte do programa Bom Dia & Cia de 15 de Fevereiro de 2007. Essa primeira exibição, porém, se limitou ao episódio piloto. Posteriormente a emissora passou a exibir regularmente a animação no programa Sábado Animado, a partir de  9 de Fevereiro de 2008 .   
Há também uma versão em quadrinhos publicada nos EUA, bem como uma linha de brinquedos. Em 1994 a Sunsoft lançou, em parceria com a Iguana Entertainment, jogos baseados no desenho animado, tanto para Super Nintendo quanto para o Sega Mega Drive. Os personagens Tula, Ren e Ioz, aparecem nos jogos, que têm diferenças entre si conforme o console.   
Em 30 de Agosto de 2010, a Warner Bros lançou o DVD completo de Os Piratas de Águas Sombrias, com a dublagem apenas em inglês e espanhol.  

## Personagens

### Principais
- Ren: O príncipe do reino de Octopon e protagonista, tem uma espada quebrada que pertenceu a seu pai, o rei de Octopon. Até o início da segunda temporada, ele libertou uma metade do planeta a partir do Dark Water.

- Niddler: Um macaco-pássaro que pertencia a Bloth, de quem escapou com a ajuda do próprio Ren. Nascido na ilha de Pandawa, Niddler é ganancioso, apesar de sempre disposto a usar suas habilidades de voar para ajudar seus amigos.

- Tula: tem a capacidade de controlar os elementos biológicos da vida, bem como uma afinidade inata com a natureza e animais. De início, é apresentada como uma simples garçonete, mas logo os demais personagens percebem que se trata de uma figura com muitos segredos.

- Ioz: Um pirata desonesto, que se junta a Ren por conta de um tesouro que lhe é prometido. Ao longo das temporadas, o personagem amadurece e se torna amigo de Ren, se tornando uma espécie de protetor fraterno e de valor, muitas vezes arriscando sua própria vida em socorro do amigo. Apesar disso, Ioz nunca perdeu seu desejo de enriquecer rapidamente, um objetivo muitas vezes deixado para trás.

## Dubladores
Dublagem nos EUA:
- George Newbern - Ren

- Jodi Benson - Tula

- Héctor Elizondo - Ioz

- Roddy McDowall - Niddler
- Brock Petters - Bloth
- Peter Cullen - Mantus
- Tim Curry - Konk

Dublagem Brasileira (Herbert Richiers):
- Marcus Jardym - Ren
- Taciana Fonseca - Tula
- Isaac Schneider - Ioz
- Ayrton Cardoso - Niddler
- Paulo Flores - Bloth
- Mauro Ramos - Mantus
- Waldir Fiori - Konk
- Miguel Rosemberg - Primus (Pai de Ren)